# Scare Yourself
Scare Yourself è il nono album, pubblicato nel 2005, del gruppo musicale D-A-D. 

## Tracce
1. Lawrence of Suburbia - 4:31
2. A Good Day (to Give Up) - 3:09
3. Scare Yourself - 3:36
4. No Hero - 3:08
5. Hey Now - 3:44
6. Camping in Scandinavia - 3:52
7. Unexplained - 3:26
8. Little Addict - 3:39
9. Dirty Fairytale - 2:45
10. Allright - 3:39
11. Last Chance to Change - 2:56
12. You Filled My Head (Bonus Track)*

## Formazione
- Jesper Binzer - voce, chitarra
- Jacob Binzer - chitarra
- Stig Pedersen - basso
- Laust Sonne - batteria